# 리시크라테스 기념비

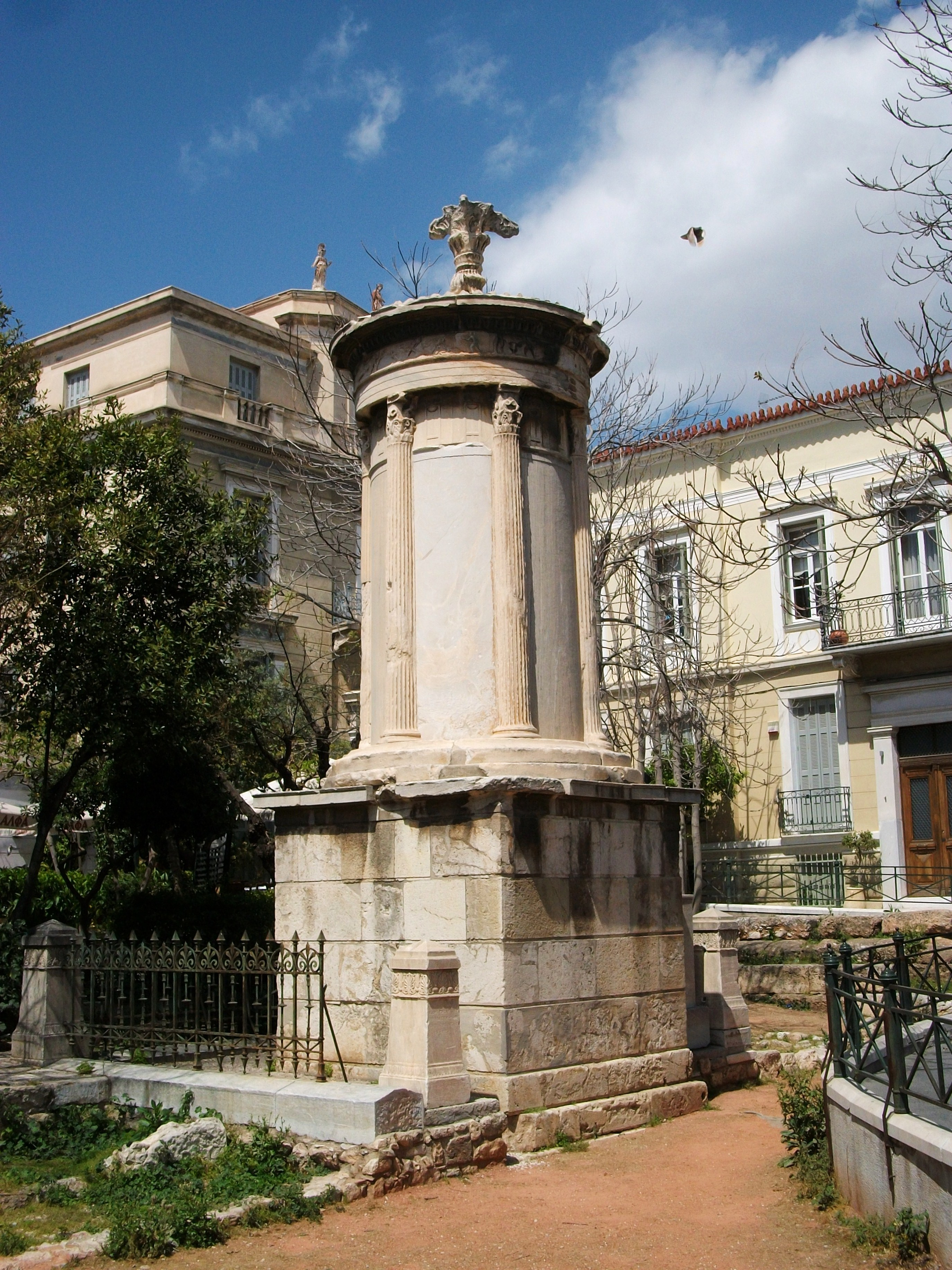
리시크라테스 기념비

리시크라테스 기념비(그리스어: Μνημείο του Λυσικράτη)는 그리스 아테네 아크로폴리스 근처에 있는 기념비이다.